# HCAW Pinkstertoernooi
Honkbal en softbalclub HCAW te Bussum organiseert jaarlijks een groot internationaal jeugdtoernooi tijdens het pinksterweekend, het HCAW Pinkstertoernooi. In 2009 werd het voor de 20e keer gespeeld.

## Deelnemers
In 2006 deden er in totaal 35 teams van de volgende clubs mee:
- Mr.Cocker HCAW
- WSB
- ADO
- Draci Brno
- Olympia Blansko
- Kinheim
- Amsterdam Pirates
- Catch Voorburg
- KRC Altron
- Thamen
- Hellevoet Athletics
- Selecion Catalan
- Frans Nationaal team
- Nieuwegein Diamonds
- Team Isle d'France
- Alcmaria Victrix
- Zwitsers Nationaal team
- Hrosi Brno
- TIW / Survivors
- Blue Socks
- Kobras Zwitserland
- Sporto Vilkai
- Keytown Hitters
- UVV
- Liga Baden Württemberg
- The Little Mice

## Lijst van winnaars

### Honkbal Pupillen
- 2006  Sporto Vilkai

### Honkbal Aspiranten
- 2006  Liga Baden Württemberg

### Honkbal Junioren
- 2006  Alcmaria Victrix

### Softbal Pupillen
- 2006  KRC Altron

### Softbal Aspiranten
- 2006  Amsterdam Pirates

### Softbal Junioren
- 2006  KRC Altron